# Outcore：桌面冒險
《Outcore：桌面冒險》是以色列獨立開發者Doctor Shinobi製作的冒險解謎元遊戲。遊戲講述迷路的少女路米造訪玩家電腦，玩家幫助路米在電腦中尋找少女失去的記憶文件。

## 遊戲內容
《Outcore：桌面冒險》採用冒險遊戲的遊玩方式，遊戲的舞台是玩家的電腦桌面，玩家要幫助造訪電腦的虛擬角色「路米」尋找散落在電腦各處的記憶文件。與路米對話可以了解文件的大概位置，期間會用到小畫家等Microsoft Windows內置工具協助解謎。找到記憶文件後，玩家會進入路米的過去記憶中，每段記憶都是一個關卡，在回憶期間玩家可以控制路米行動。在集齊路米三段回憶後，玩家也了解到路米的來歷，她是某處地下世界的住民，每天重複一樣的工作，終於有一天她收到了一張地表的照片，這激勵了她獨自前往地表。她到達地表後才發現外面是一片虛空，她毅然踏入虛空中，失去了所有記憶，最後僅存的意志來到了玩家的電腦。恢復記憶的路米向玩家求助，希望獲得系統管理員權限，將世界重塑，讓所有地下住民不再困守一隅。在玩家幫助下，路米成功駭進電腦並重塑世界，然後和玩家告別，前往互聯網，臨走時她將玩家電腦桌面截圖並寄往過去的自己。

## 開發及發行
《Outcore：桌面冒險》的製作人是以色列開發者奥加德·亞伯，音樂由Aviv "Fez" Yeyni負責。遊戲原計劃設計成打頭目的平台遊戲，電腦桌面是最終頭目戰的戰場，後來奥加德認為將電腦桌面設計為主要舞台更為有趣，所以大幅修改了內容。奥加德在關卡設計上還參考了大量作品，如彈珠台部分參考了《超音鼠英雄》的「Casino Park」關卡。
2022年5月奥加德前往東京參加DesktopDigital Dragons 2022，在接受採訪時預告遊戲在第三季發售，同年8月17日，遊戲正式確認2022年9月26日在Steam上線。製作人認為遊戲收費也賺不了多少錢，為了讓更多人知道這個作品，他選擇免費發佈遊戲。同時附上數個贊助類型追加下載內容（DLC），供想支持製作人的玩家購買，DLC僅給角色增加小丑鼻裝飾和數句額外台詞。

## 評價
2022年8月Doctor Shinobi參加日本獨立遊戲展BitSummit X-Roads展出作品，遊戲以獨特的設計和玩法獲得2022年度BitSummit AWARD的「創新反叛獎」。遊戲在Steam發佈後獲得極度好評，不少評論員都留意到遊戲打破第四面墙的設計，Game*Spark和GameByte認為這種設計突破常規，十分有趣。
遊戲玩法方面，Game*Spark評論員批評角色在遊戲回憶關卡中太難操控，很容易卡關。遊戲不少玩法基於Windows平台設計，日後很難移植到家用遊戲機上。GameByte評論員基斯頓（Christian Wait）則認為遊戲是致敬《BonziBuddy》等2000年代早期的電腦桌面助手。IGN評論員表示作品明顯受到日本遊戲的影響，作品混合了大量動作遊戲的玩法，可以看出製作人在這方面有很大的野心。
遊戲劇情方面，稱讚故事輕鬆幽默，大量惡搞和戲仿令人捧腹大笑，另外偶爾出現的恐怖畫面和白噪声也暗示故事背後隱藏著秘密。

## 外部連結
- 官方网站 （英文）
- Outcore：桌面冒險的X（前Twitter） （英文）